# 新潟県道123号直江津停車場線
新潟県道123号直江津停車場線（にいがたけんどう123ごう なおえつていしゃじょうせん）は、新潟県上越市内の一般県道。

## 概要
- 陸上距離：
- 起点：上越市中央（直江津駅前交差点＝直江津駅）
- 終点：上越市石橋（石橋交差点＝国道8号・新潟県道579号上越脇野田新井線交点）

起点である直江津駅北口から北進、1つ目の信号の中央一丁目交差点から県道468号との重複区間となり西進。西本町三丁目交差点から南にルートを変え、上越大通りの北側区間を担う。終点の石橋交差点で国道8号（直江津バイパス）・県道579号と交差。以南は県道579号で、引き続き上越大通りとなる。

## 通過する自治体
- 新潟県
  - 上越市

## 主な接続路線
- 新潟県道468号大潟上越線（中央一丁目交差点 - (重複) - 西本町三丁目交差点）
- 国道8号＜直江津バイパス＞（石橋交差点）
- 新潟県道579号上越脇野田新井線（同）

## 重複区間
- 新潟県道468号大潟上越線（中央一丁目交差点 - 西本町三丁目交差点）

## 別名・通称
- 上越大通り（西本町三丁目交差点 - 石橋交差点）